# 第一号钢琴协奏曲 (肖邦)
肖邦的E小調第一号钢琴协奏曲，是他第11號作品，创作于1830年，这一年肖邦20岁，此曲在同年10月11日在华沙国际剧院首演，在他的其中一个“告别”音乐会由肖邦演奏钢琴。

## 命名
这首协奏曲比第二号协奏曲提前出版，在出版时命名“第一号”钢琴协奏曲，但是肖邦首先写作了第二号协奏曲。

## 背景
这首钢琴协奏曲是为肖邦敬佩的弗里德里希·卡尔克布雷纳所写。肖邦也可能受到了胡梅尔的影响，哈罗德·C·勋伯格，在《伟大的钢琴家们》写。“肖邦的E小调协奏曲和胡梅尔的A小调的撞车如果是巧合，那也太相似了。”
在创作这首曲子时，肖邦向泰特斯·沃西乔斯基写到“在这里，您无疑会看到我违背自己意愿做错事的倾向。因为有些东西不由自主地从我的眼睛里钻进了我的脑海，我喜欢放纵它，即使它可能全都是错误的。” “这些东西”可能是肖邦19岁时的爱人康斯坦恰·格拉科夫斯卡，波兰女高音。

### 首演
这首协奏曲的首演在1830年10月11日举行。据《华沙信使》（Warsaw Courier）报道，大约有700个观众在场。这首协奏曲由肖邦演奏钢琴，卡洛·埃瓦西奥·索利瓦指挥。演奏完毕后有“雷鸣的掌声”。七个月后，十一月起义爆发，肖邦又在巴黎的普莱耶勒厅演奏，再次取得了成功。次日朗索瓦-约瑟夫·费蒂斯在音乐杂志上写到“旋律中有气质，篇章中有幻想，处处都有原创。”

## 分析
这首协奏曲有三个乐章：
1. 雄壮的快板(Allegro maestoso）
2. 浪漫曲-甚緩板(Romance Larghetto)
3. 回旋曲-甚快板(Rondo vivace)

这首协奏曲需要的乐器則包括：
| 木管樂器 - 长笛 2 - 双簧管 2 - 单簧管 2 - 巴松 2 | 銅管樂器 - 法国号 4 - 小號 2 - 长号 | - 定音鼓 | - 鋼琴獨奏 | - 弦乐 |

这首曲子需要大约40分钟演奏。

### 第一樂章
雄壮的快板(Allegro maestoso）
该曲在第一和第二乐章中都有意外的转调，第一乐章的开始乐曲在呈示部就转到平行大调，但是此类作品通常是转到關係大調。
这首协奏曲的第一乐章有三个主题，由乐队引出。第一个主题（139小节）由钢琴演奏，之后是抒情的第二个主题(155小节)，在低音上由第一个主题的主要动机伴奏。第三个主题在E大调，乐队在呈示部引出，然后由钢琴演奏（222小节）。发展部在第385小节开始，由钢琴弹奏第二个主题，稍后乐队对第一个主题进行发展。
再现部在第486小节开始，乐队弹奏一开始的主题。第三个主题在第573小节再次出现，但是这次在G大调（i-III）。E小调的尾声由钢琴弹奏，这个乐章由一个突然强的E小调和弦结尾。

### 第二樂章
浪漫曲-甚緩板(Romance Larghetto)
第二乐章被作曲家标记为“浪漫曲”，虽然它没有严格的遵守奏鸣曲式，它的呈示部的第二个主题也转到了属调（I-V），下一次转到了第三级（关系大小调），肖邦向泰特斯写到：它并不需要构造一个强大的效果；它是一个浪漫曲，平静又忧郁，塑造了一个人突然想到连绵不断的快乐的感觉，如同一个人在春天的月光下的遐想。” 第二乐章通常被认为是这首协奏曲中最为优美的乐章。

### 第三樂章
迴旋曲-甚快板（Rondo vivace）
在一段简短的引子之后，是以波兰民间舞蹈之一“克拉科夫勇士舞”为主题的华丽回旋曲。 管弦乐与钢琴相互交错，中间出现民歌风格的插曲，乐曲渐入高潮。 尾声中的琶音需要特别高超的技巧，但却是乐曲最大的亮点之一。

## 其他
- 蕭邦在管弦樂法上有其短版[1]，因此，後人演奏時，也使用卡爾·陶西格（英语：Karl Tausig）的改編版本以為補強[7]。